# Jules Minsob Logou
 (octobre 2021).
Jules Minsob Logou est un inventeur togolais,. 

## Biographie

### Enfance, éducation et débuts
Jules Logou Minsob a une formation d'électrotechnicien.

### Carrière
Il invente la machine Foufoumix, un robot de cuisine distribué au Togo et en dehors.